# Batalló Garibaldi
El Batalló Garibaldi fou una unitat militar composta majoritàriament per voluntaris italians que lluità en la Guerra Civil espanyola des del mes d'octubre del 1936, primer enquadrada en la XI Brigada Internacional en el front de Madrid i posteriorment formant part de la XII Brigada Internacional, la qual fou coneguda també, des del mes de juliol del 1937, com a Brigada Garibaldi.